# Estádio Ciudad de Lanús – Néstor Díaz Pérez
O Estádio Ciudad de Lanús – Néstor Díaz Pérez, também conhecido como La Fortaleza ("A Fortaleza"), é um estádio de futebol localizado em Lanús, província de Buenos Aires, na Argentina. O Club Atlético Lanús é proprietário do estádio e manda suas partidas no local pelo Campeonato Argentino e pelas competições continentais.
O estádio do Lanús sediou suas primeiras partidas internacionais de clubes na Copa Libertadores de 2008. Os jogos internacionais do Lanús em seu próprio estádio também incluíram partidas da Copa Sul-Americana.

## Galeria de imagens

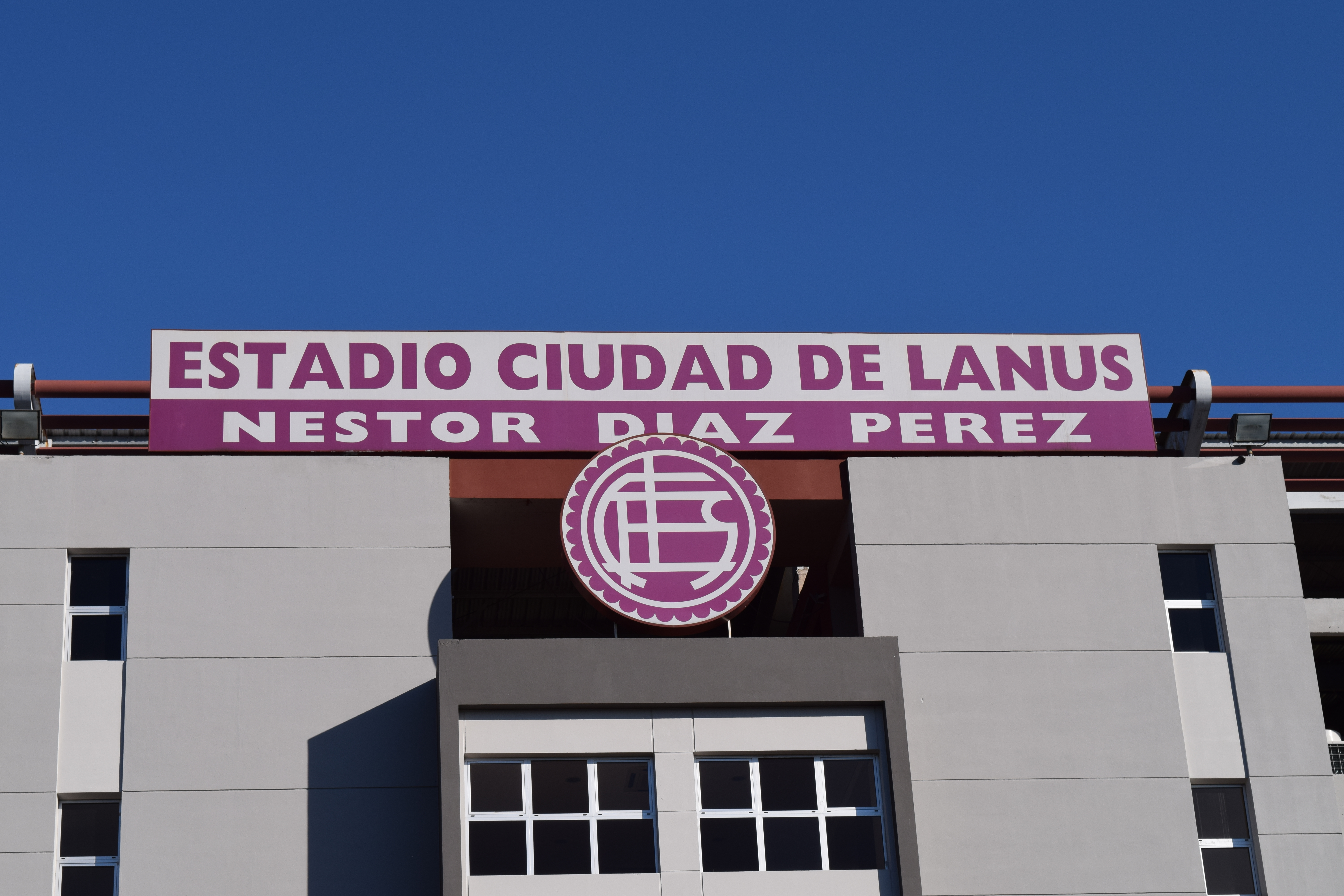
Letreiro da fachada.
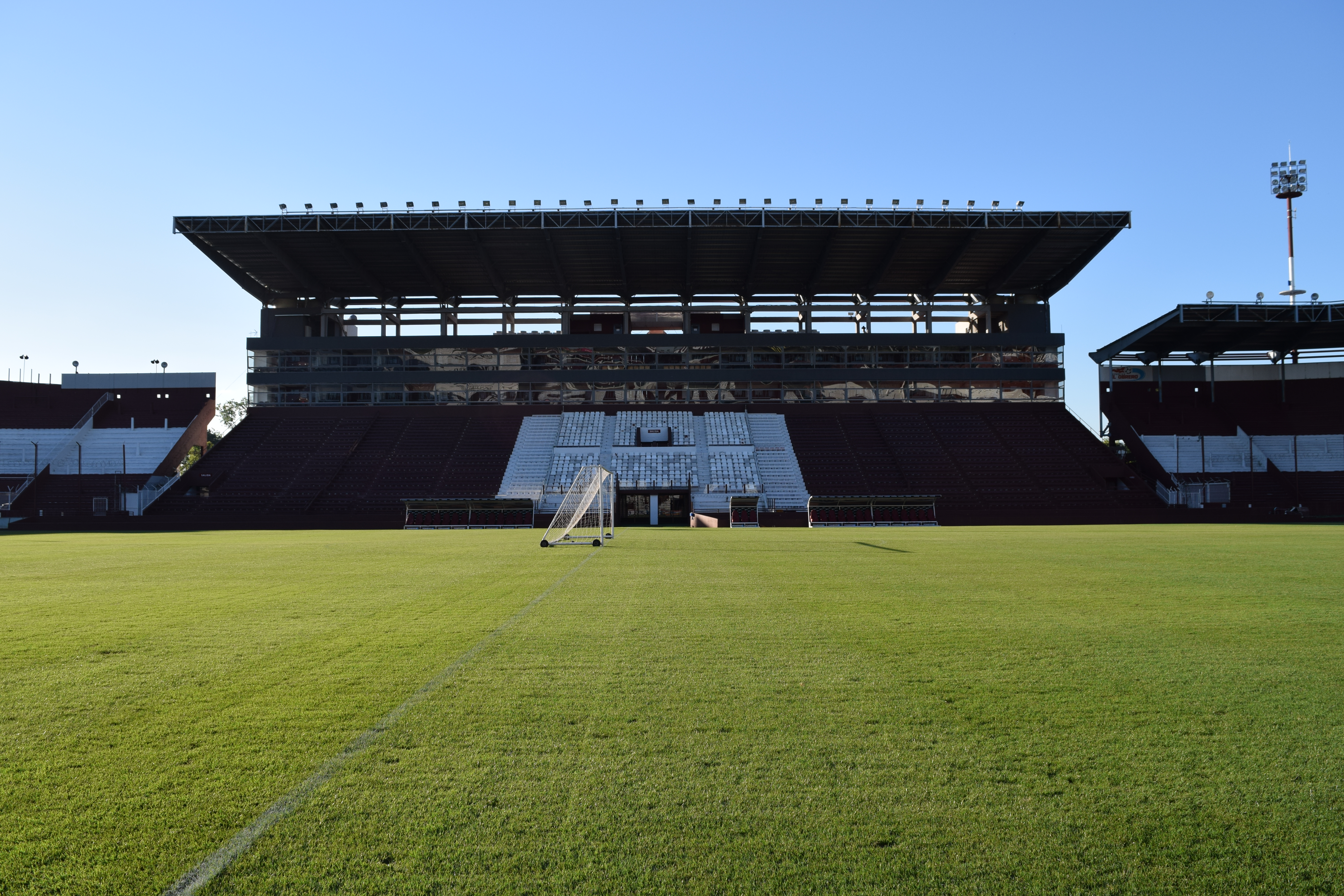
Arquibancada central.
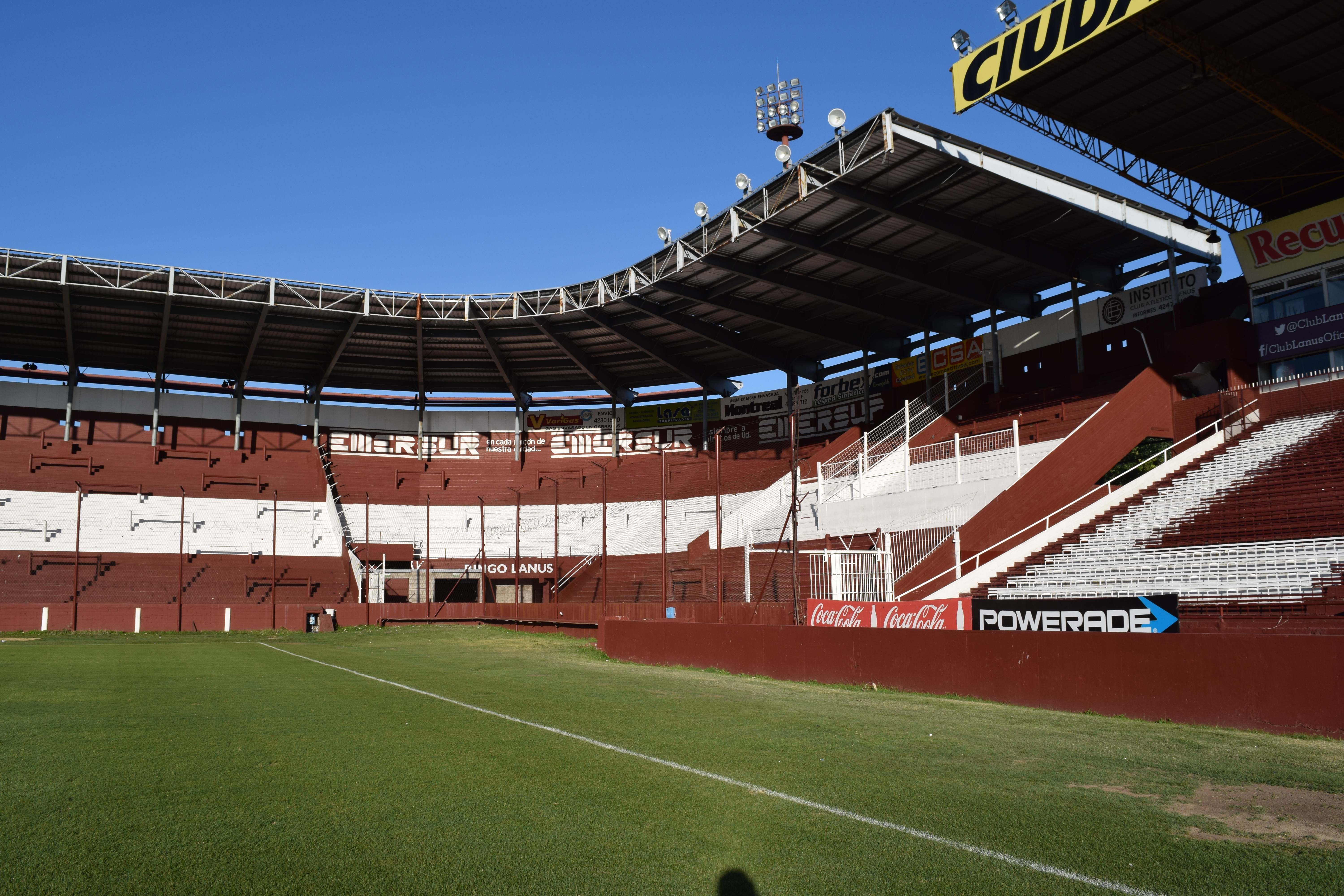
Vista parcial das tribunas.
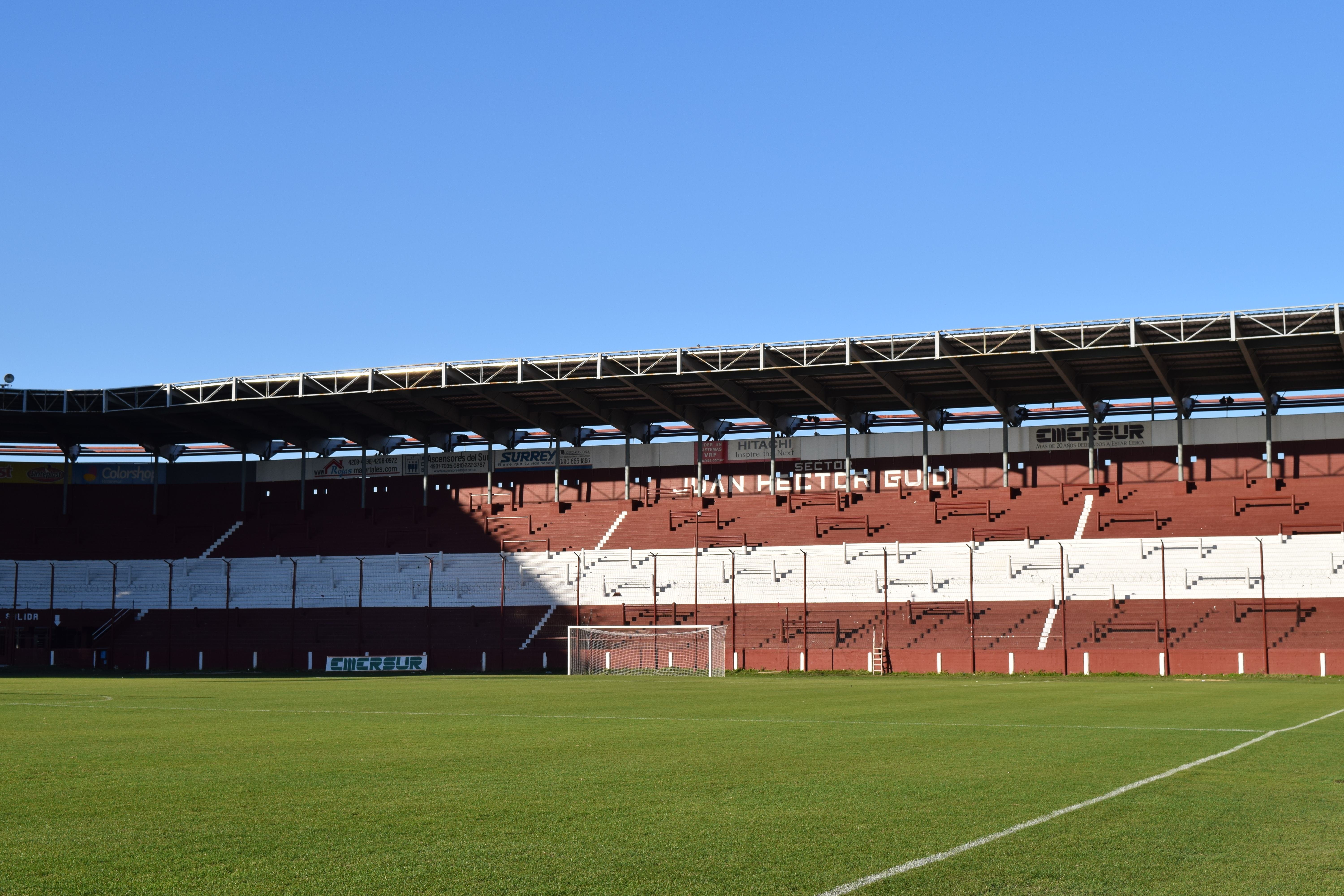
Tribuna norte.
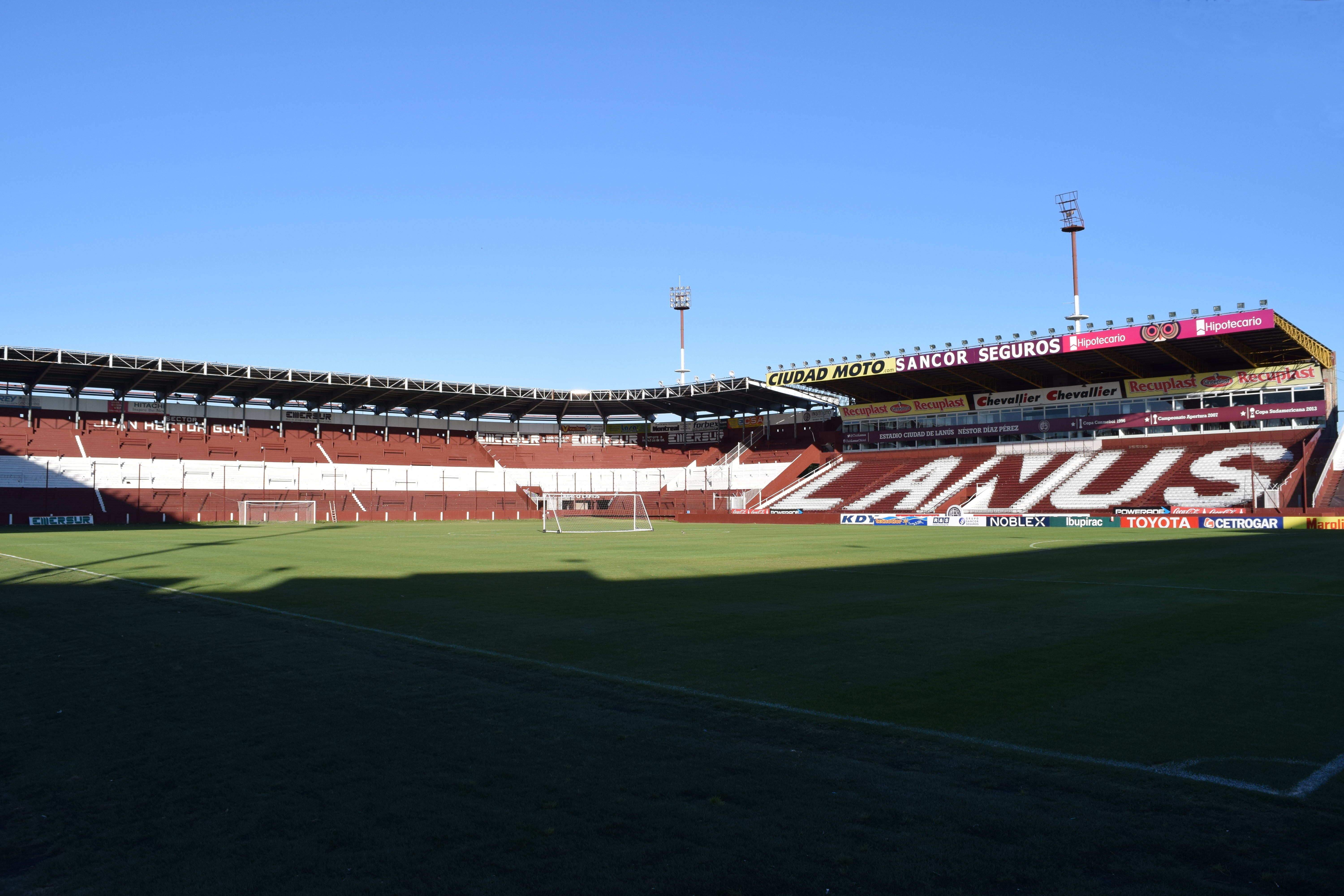
Tribuna norte e setor dos sócios.